# Трусдейл (Міссурі)
Трусдейл (англ. Truesdale) — місто (англ. city) в США, в окрузі Воррен штату Міссурі. Населення — 853 особи (2020).

## Географія
Трусдейл розташований за координатами 38°48′47″ пн. ш. 91°7′22″ зх. д. / 38.81306° пн. ш. 91.12278° зх. д. (38.812981, -91.122747).  За даними Бюро перепису населення США в 2010 році місто мало площу 3,34 км², з яких 3,29 км² — суходіл та 0,04 км² — водойми.

### Клімат
| Клімат : Трусдейл     | Клімат : Трусдейл | Клімат : Трусдейл | Клімат : Трусдейл | Клімат : Трусдейл | Клімат : Трусдейл | Клімат : Трусдейл | Клімат : Трусдейл | Клімат : Трусдейл | Клімат : Трусдейл | Клімат : Трусдейл | Клімат : Трусдейл | Клімат : Трусдейл | Клімат : Трусдейл |
| Показник              | Січ.              | Лют.              | Бер.              | Квіт.             | Трав.             | Черв.             | Лип.              | Серп.             | Вер.              | Жовт.             | Лист.             | Груд.             | Рік               |
| Середній максимум, °C | 3,9               | 5,6               | 11,7              | 18,9              | 23,9              | 28,9              | 31,7              | 30,6              | 26,7              | 20,0              | 11,7              | 5,0               | 18,3              |
| Середній мінімум, °C  | −6,1              | −5                | 0,0               | 5,6               | 10,6              | 15,6              | 18,9              | 17,8              | 12,8              | 6,7               | 0,6               | −4,4              | 6,1               |
| Норма опадів, мм      | 51                | 51                | 84                | 102               | 112               | 109               | 86                | 79                | 99                | 76                | 74                | 53                | 973               |
| --------------------- | ----------------- | ----------------- | ----------------- | ----------------- | ----------------- | ----------------- | ----------------- | ----------------- | ----------------- | ----------------- | ----------------- | ----------------- | ----------------- |
| Джерело: Weatherbase  |                   |                   |                   |                   |                   |                   |                   |                   |                   |                   |                   |                   |                   |

## Демографія
Згідно з переписом 2010 року, у місті мешкали 732 особи в 270 домогосподарствах у складі 175 родин. Густота населення становила 219 осіб/км².  Було 304 помешкання (91/км²).
Расовий склад населення:
| - 87,7 % — білих - 5,6 % — чорних або афроамериканців - 1,0 % — корінних американців - 0,5 % — азіатів - 0,4 % — вихідців з тихоокеанських островів - 1,4 % — осіб інших рас |

До двох чи більше рас належало 3,4 %. Частка іспаномовних становила 3,3 % від усіх жителів.
За віковим діапазоном населення розподілялося таким чином: 30,9 % — особи молодші 18 років, 61,2 % — особи у віці 18—64 років, 7,9 % — особи у віці 65 років та старші. Медіана віку мешканця становила 29,1 року. На 100 осіб жіночої статі у місті припадало 108,0 чоловіків;  на 100 жінок у віці від 18 років та старших — 96,9 чоловіків також старших 18 років.
Середній дохід на одне домашнє господарство  становив 40 843 долари США (медіана — 34 375), а середній дохід на одну сім'ю — 40 924 долари (медіана — 30 000). Медіана доходів становила 27 440 доларів для чоловіків та 28 333 долари для жінок. За межею бідності перебувало 33,1 % осіб, у тому числі 45,2 % дітей у віці до 18 років та 13,2 % осіб у віці 65 років та старших.
Цивільне працевлаштоване населення становило 331 осіб. Основні галузі зайнятості: виробництво — 19,9 %, освіта, охорона здоров'я та соціальна допомога — 14,8 %, роздрібна торгівля — 12,1 %, мистецтво, розваги та відпочинок — 11,2 %.